# Hans Piesch
Hans Piesch (ur. 15 czerwca 1889 w Bielsku, zm. 1966 w Krumpendorf) – austriacki polityk socjaldemokratyczny związany z Karyntią, pierwszy po II wojnie światowej premier Karyntii.
Pochodził z Bielska (dziś Bielsko-Biała) na Śląsku Austriackim. W rodzinnym mieście skończył w 1908 r. ewangelickie seminarium nauczycielskie, po czym przeprowadził się do Karyntii. Pracował jako nauczyciel w szkołach ludowych w Feistritz an der Gail oraz Gmünd in Kärnten. Od 1922 r. mieszkał w Villach, będąc nauczycielem w miejscowej szkole zawodowej (Hauptschule), a potem jej dyrektorem. W roku 1933 wybrano go z ramienia Socjaldemokratycznej Partii Robotniczej Austrii (SDAPÖ) na burmistrza Villach.
W lutym 1934 r. wybuchła austriacka wojna domowa, w wyniku której zakazano działalności partii socjaldemokratycznej, a wszyscy jej ważniejsi działacze zostali aresztowani. Piesch stracił stanowisko i na krótko znalazł się w więzieniu. Po anschlussie Austrii wstąpił do NSDAP i pracował w Urzędzie Polityki Rasowej i Osadniczej powiatu Villach.
Na krótko przed końcem II wojny światowej przedstawiciele ruchu oporu i karynckich partii politycznych powołali do życia Tymczasowy Komitet Wykonawczy, w ramach którego 6 maja 1945 r. uzgodnili skład prowizorycznego rządu krajowego właśnie z Hansem Pieschem na czele. Dzień później nazistowski gauleiter Friedrich Rainer złożył urząd i doszło do faktycznego ukonstytuowania się gabinetu Piescha. Jednakże już po miesiącu przekształcony on został w tzw. Krajowy Komitet Konsultacyjny o ograniczonych kompetencjach. Należeli do niego przedstawiciele socjaldemokratów, chadeków  (ÖVP), komunistów oraz mniejszości słoweńskiej. 24 lipca naczelnik brytyjskiego zarządu wojskowego Karyntii powierzył Pieschowi funkcję premiera trzy dni później ponownie utworzono w Karyntii rząd tymczasowy z Pieschem na czele.
25 października 1945 r. socjaldemokracja wygrała pierwsze powojenne wybory samorządowe. Landtag składał się z 18 jej deputowanych, 14 z ÖVP, trzech komunistów oraz jednego przedstawiciela Demokratycznej Partii Austrii i na pierwszym posiedzeniu, 10 grudnia, wybrał Piescha na premiera. Pełnił on tę funkcję nieco ponad rok: z uwagi na zarzuty co do nazistowskiej przeszłości oraz mogący zagrażać dbaniu o interesy kraju udział w rozpoczętych negocjacjach Traktatu państwowego, zrezygnował w kwietniu 1947 r. Jego następcą został Ferdinand Wedenig.
Później aż do odejścia na emeryturę w 1954 r. był kierownikiem Krajowego Biura Informacji Turystycznej w Villach. Zmarł w roku 1966 w Krumpendorf am Wörthersee i pochowany jest w Villach na Cmentarzu Leśnym. W villaskiej dzielnicy Maria Gail znajduje się ulica Hansa Piescha, a w Krumpendorf jego imieniem nazwano park.